# Гаринський заказник
Державний зоологічний мисливський заказник "Гаринський" (рос. Государственный зоологический охотничий заказник "Гаринский") — заказник площею 11,4 тис. га на території Гаринського міського району Свердловської області. Заказник організований 29 травня 1969 року для акліматизації американської норки. Також у заповіднику охороняється популяція бобра, видри і ондантри.